# Hyalogyrina depressa
Hyalogyrina depressa is een slakkensoort uit de familie van de Hyalogyrinidae. De wetenschappelijke naam van de soort is voor het eerst geldig gepubliceerd in 1997 door Hasegawa.